# Blomia prisca
Blomia prisca là một loài thực vật có hoa trong họ Bồ hòn. Loài này được (Standl.) Lundell mô tả khoa học đầu tiên năm 1961.